# 八試特殊爆撃機
八試特殊爆撃機（はちしとくしゅばくげきき）は、大日本帝国海軍が試作した艦上爆撃機。八試特種爆撃機とも呼ばれる。愛知時計電機航空機部（のちの愛知航空機）と海軍航空廠（空廠）・中島飛行機によって試作され、愛知機が九四式艦上爆撃機として制式採用された。本項では不採用となった空廠・中島機（D2Y/D2N）について記載する。

## 概要
以前に空廠と中島が共同開発した六試特殊爆撃機および七試特殊爆撃機の性能がふるわず不採用となったことを受け、海軍は1933年（昭和8年）に艦載可能な急降下爆撃機として、八試特爆の試作を発令した。空廠は長畑順一郎技師を設計主務者として設計を行い、機体の制作は中島の山本良造技師が主導し、1934年（昭和9年）3月に中島が試作した1機が、同年7月に空廠が製作した1機が初飛行した。中島での社内名称は「RZ」。
機体は七試特爆に連なる金属製骨組みに羽布張りの単発複葉機で、主翼面積が増加したほかに主翼の支持方式や主脚支柱の構造などに改良が加えられていた。しかし、縦安定性と横操縦性が不十分だったために不採用となった。なお、制作機数は2機だが、海軍航空本部の記録では空廠八試特殊爆撃機（D2Y1）、中島八試特殊爆撃機一号（D2N1）、中島八試特殊爆撃機二号（D2N2）、中島八試特殊爆撃機三号（D2N3）の4種類が存在したとされている。

## 諸元
- 全長：9.0 m
- 全幅：11.5 m
- 全高：3.5 m
- 主翼面積：35,0 m2
- 自重：1,500 kg
- 全備重量：2,500 kg
- エンジン：中島 寿二型 空冷星型9気筒（離昇580 hp） × 1
- 最大速度：259 km/h
- 実用上昇限度：6,500 m
- 武装：
7.7mm固定機銃 × 1
7.7mm旋回機銃 × 1
250kg爆弾 × 1
30kg爆弾 × 2
- 乗員：2名